# Roberto Rossellini

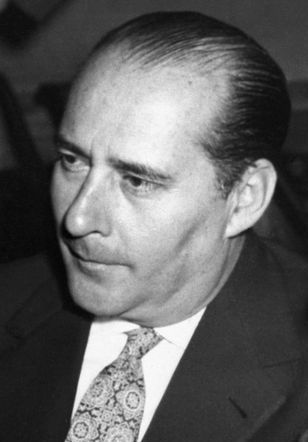
Roberto Rossellini (1951)

Roberto Gastone Zeffiro Rossellini (* 8. Mai 1906 in Rom; † 3. Juni 1977 ebenda) war ein italienischer Filmregisseur und Wegbereiter der italienischen Filmschule des Neorealismus. Er gilt als einer der bedeutendsten Regisseure der Filmgeschichte.

## Biografie

### Familie
Rossellini war von 1936 bis 1942 mit der Bühnen- und Kostümbildnerin Marcella De Marchis verheiratet und hatte mit ihr zwei Söhne, Marco Romano (* 3. Juli 1937, † 1946 an Blinddarmentzündung) und Renzo (* 24. August 1941). Zeitweise unterhielt er eine Beziehung mit Anna Magnani. Von 1950 bis 1957 war er mit der schwedischen Schauspielerin Ingrid Bergman verheiratet. Ihre gemeinsamen Kinder sind Renato Roberto (* 1950), Isabella und deren Zwillingsschwester Isotta Ingrid. Nachdem Rossellini eine Beziehung mit der um 24 Jahre jüngeren Inderin Sonali Das Gupta eingegangen war, aus der  Tochter Raffaela (* 1958) hervorging, wurde die Ehe mit Ingrid Bergman geschieden. Rossellini adoptierte den Sohn seiner neuen Partnerin, Arjun (1956 bis 2008), der fortan den Namen Gil Rossellini trug und als Dokumentarfilmregisseur Bekanntheit erlangte. Roberto Rossellini war der Halbbruder des Komponisten und Dirigenten Renzo Rossellini, der zu den meisten seiner Filme die Musik beisteuerte.

### Anfänge
Rossellini wuchs als Sohn des Architekten Giovanni Rossellini in einem bürgerlichen Milieu in der Via Ludovisi auf. Er kam durch seinen Vater, der das erste römische Lichtspielhaus erbaut hatte, schon früh mit dem Medium Film in Berührung. Schon als Kind gewährte ihm sein Vater unbegrenzten Zugang zum Kino. Als dieser starb, war er bereits als Geräuschemacher beim Film beschäftigt. In der Folgezeit eignete er sich durch praktische Tätigkeiten Wissen in allen filmtechnischen Bereichen an.
1936 drehte Rossellini Daphne, seinen ersten Kurzfilm (heute verloren). Nach dem kurzen Dokumentarfilm Prélude à l’après-midi d’un faune (1938, ebenfalls verloren) wurde er als Regieassistent Goffredo Alessandrini zugewiesen, mit dem er Luciano sera pilota, einen der erfolgreichsten italienischen Filme in der ersten Hälfte des 20. Jahrhunderts realisierte. 1940 assistierte er Francesco De Robertis bei den Dreharbeiten zu Uomini sul fondo. Seine enge Freundschaft mit Vittorio Mussolini, Sohn des „Duce“ und damals Chef der italienischen Filmindustrie, gilt als mit entscheidend für seine rasche Karriere.

### Faschistische Trilogie
La nave bianca (1941) ist ein von der italienischen Marine finanzierter Propagandafilm. Thematisiert wird eine Seeschlacht, die Verwundung einer Gruppe von Seeleuten eines Kriegsschiffs, ihre Bergung, Überführung und medizinische Versorgung in einem Hospitalschiff; im melodramatischen Zentrum der Handlung steht ein schwerverletzter Maschinist und sein Zusammentreffen mit einer Krankenschwester. Zusammen mit Un pilota ritorna (1942) und L’uomo dalla croce (1942–43) bildet der Film die sogenannte „Faschistische Trilogie“ Rossellinis. In diese Zeit fällt auch seine Bekanntschaft mit Federico Fellini und Aldo Fabrizi.

### Neorealistische Trilogie
Noch während des Zweiten Weltkrieges begann er den Film Rom, offene Stadt (1945), der ein großer Erfolg werden und seinen Weltruf begründen sollte. Mit zusammengekauften Filmresten fing er an Außendrehorten eine dramatische Handlung im faschistischen Italien ein. Anfangs als Dokumentarfilm über die Hinrichtung eines antifaschistischen Geistlichen geplant, wurde das Projekt schnell zum Spielfilm ausgeweitet. Mit Aldo Fabrizi in der Hauptrolle gelang schon unmittelbar nach dem tatsächlichen Geschehen eine differenzierte Zeichnung von Moralität zwischen menschenverachtendem Terror und im Glauben gefestigter Menschenliebe abseits aller nationalen Zugehörigkeit. Der Film geriet durch seine Lebens- und Alltagsnähe sowie seine technische und darstellerische Improvisation zu dem Werk des italienischen Neorealismus schlechthin. In Paisà (1946) zeigt Rossellini in mehreren lokal bestimmten Episoden die Befreiung Italiens vom Faschismus vom Süden bis in die Poebene. Dabei entwickelte er das Konzept des Neorealismus weiter: Aus der näheren Umgebung zog er Statisten hinzu, die er geschickt einzusetzen wusste. Fellini bekannte später, er habe in dieser Zeit bei der Arbeit mit Rossellini gelernt, mit Menschen filmtechnisch umzugehen. Ein bedeutendes Zeitdokument aus Nachkriegsdeutschland ist der Film Deutschland im Jahre Null, den er 1948 im zerbombten Berlin an Originalschauplätzen mit Laiendarstellern drehte. Die fatale Fortwirkung eines durch die Nationalsozialisten propagierten Sozialdarwinismus wird eindringlich am Beispiel eines Jungen beleuchtet, der, durch seinen Lehrer beeinflusst, sich entschließt, seinen kranken Vater zu töten.

### Bergman-Trilogie
Während der Dreharbeiten zu Stromboli (1949), der Geschichte einer Frau, die (um dem Internierungslager zu entkommen) einen Fischer, der auf einer abgelegenen Vulkaninsel lebt, heiratet und dort an der Intoleranz, Borniertheit und Gewalttätigkeit ihrer Umgebung verzweifelt, entstand seine Beziehung mit Ingrid Bergman. Begeistert von den Filmen Rossellinis, hatte sie ihm zuvor brieflich ihre Mitarbeit mit den Worten angeboten: „Werter Herr Rossellini! Ich sah Ihre Filme Offene Stadt und Paisà und erfreute mich sehr daran. Wenn Sie eine schwedische Schauspielerin brauchen, die sehr gut Englisch spricht, ihr Deutsch nicht vergessen hat, deren Französisch nicht sonderlich verständlich ist und die im Italienischen nur ‚ti amo‘ kennt, so bin ich bereit, zu kommen und einen Film mit Ihnen zu drehen“. Da Rossellini wie Ingrid Bergman zu dieser Zeit noch anderweitig verheiratet waren, wurde ihr Verhältnis in Hollywood zu einem Skandal, der nach der Geburt der Zwillingstöchter Isabella und Isotta als noch anstößiger erschien. Ebenfalls mit Ingrid Bergman folgte 1952 Europa ’51.
In Reise in Italien (1954) entwickelte Rossellini ein anderes neorealistisches Konzept. Schon zu Beginn der 1950er Jahre hatte er bemerkt, der Neorealismus könne nicht darin aufgehen, ewig nur in zerstörten Städten zu drehen. In Neapel und Pompeji zeigt Rossellini vor Kulissen des Alltagslebens Ingrid Bergman und George Sanders als einander entfremdetes britisches Ehepaar. Schon über die Scheidung einig, erkennen die beiden im letzten Moment, angesichts eines in Pompeji als Gipsguss freigelegten, im Moment des Todes verbundenen Paares, ihre Liebe zueinander. In Frankreich galt das durch seine realistische Darstellung und den zurückhaltenden musikalischen Kommentar auffallende Werk bald als Manifest eines neuen filmischen Zeitalters. Mit dem Erscheinen von Reise in Italien seien sämtliche Filme um zehn Jahre gealtert, so Jacques Rivette.

### Spätwerk
Rossellini wandte sich daraufhin Indien zu. In der zehnteiligen Serie für das italienische und französische Fernsehen L'India vista da Rossellini entwickelte er sein Bild des Subkontinents.
Als authentischer und wertvoller als diese Vorstudien wird das in ein völlig neues Genre zwischen Dokumentation und Spielfilm vorstoßende Werk Indien, Mutter Erde (1957) betrachtet.
Mit Beginn der 60er Jahre bis zu seinem Tod drehte Rossellini fast ausschließlich Fernsehfilme mit historischen Themen, u. a. über die Einigung Italiens sowie die Lebensgeschichten von Sokrates und Ludwig XIV. Dabei zeigte sich Rossellini als Routinier. Erst gegen Ende seines Schaffens erreichte er wieder die künstlerische Kraft seiner frühen Werke.
Rossellini war maßgeblich durch den Katholizismus geprägt, was sich vor allem in seinem Spätwerk äußerte. Nur im Glauben konnte er sich völlige Freiheit vorstellen.
Roberto Rossellini erlag mit 71 Jahren einem Herzinfarkt.

## Nachwirkung
François Truffaut äußerte über Rossellini: „Roberto hat mich gelehrt, dass das Sujet eines Filmes wichtiger ist als die Originalität der Titel, dass ein gutes Drehbuch auf zwölf Seiten stehen muss, dass es notwendig ist, die Kinder mit größerer Achtung als alles andere zu filmen, dass die Kamera keine größere Bedeutung als eine Gabel hat, und dass man sich vor jeder Aufnahme sagen muss: ‚Entweder ich mache diesen Film oder ich gehe zugrunde.‘“

## Motorsport
Rossellini war in den 1950er-Jahren im internationalen Motorsport als Amateurrennfahrer aktiv. So bestritt er 1953 auf einem privat gemeldeten Ferrari 250MM die Mille Miglia, schied im Rennen jedoch aus.

## Filmografie
- 1941: Die glückliche Heimkehr (La nave bianca)
- 1942: Un pilota ritorna
- 1943: L’uomo dalla croce
- 1945: Rom, offene Stadt (Roma città aperta)
- 1946: Desiderio (Ko-Regie)
- 1946: Paisà
- 1948: Deutschland im Jahre Null (Germania anno zero)
- 1948: Amore
- 1948: Die Maschine, die die Bösen tötet (La macchina ammazzacattivi)
- 1950: Stromboli (Stromboli, terra di dio)
- 1950: Franziskus, der Gaukler Gottes (Francesco, giullare di Dio)
- 1952: Europa ’51
- 1952: Die sieben Sünden (Les sept péchés capitaux) (Episode „L’invidia“)
- 1952: Wo ist die Freiheit? (Dov’è la libertà?)
- 1953: Wir Frauen (Siamo donne) (eine Episode)
- 1954: Amori di mezzo secolo (Episode „Napoli 1943“)
- 1954: Reise in Italien (Viaggio in Italia)
- 1954: Angst (La paura)
- 1959: Indien, Mutter Erde (India, matri bhumi)
- 1959: Der falsche General (Il generale Della Rovere)
- 1960: Es war Nacht in Rom (Era notte a Roma)
- 1961: Viva l’Italia
- 1961: Uno sguardo dal ponte
- 1961: Der furchtlose Rebell (Vanina Vanini)
- 1961: Torino nei cent’anni
- 1962: Die Carabinieri (I carabinieri) (nur Drehbuch)
- 1962: Der Duce – Cäsar Benito Mussolini (Benito Mussolini)
- 1962: Schwarze Seele (Anima nera)
- 1963: Rogopag (Episode „Illibatezza“)
- 1964: L’età del ferro
- 1967: Die Machtergreifung Ludwigs XIV. (La presa del potere da parte di Luigi XIV)
- 1967: Idea di un’isola. Sicilia
- 1969: Die Geschichte der Apostel (Atti degli apostoli)
- 1970: Sokrates (Socrate)
- 1971: La forza e la ragione: Interview mit Salvador Allende
- 1971: Rice University
- 1971: Blaise Pascal
- 1972: Agostino d’Ippona
- 1973: Descartes (Cartesius)
- 1973: L’età di Cosimo de’ Medici
- 1974: Concerto per Michelangelo
- 1974: The World Population
- 1974: Anno uno
- 1975: Der Messias (Il Messia)
- 1977: Beaubourg, centre d’art et de culture Georges Pompidou

## Motorsport-Statistik

### Einzelergebnisse in der Sportwagen-Weltmeisterschaft
| Saison | Team               | Rennwagen     | 1   | 2   | 3   | 4   | 5   | 6   | 7   |
| ------ | ------------------ | ------------- | --- | --- | --- | --- | --- | --- | --- |
| 1953   | Roberto Rossellini | Ferrari 250MM | SEB | MIM | LEM | SPA | NÜR | RTT | CAP |
| 1953   | Roberto Rossellini | Ferrari 250MM | DNF |     |     |     |     |     |     |

## Filme
Ivo Barnabò Micheli (Regie): Roberto Rossellini: Tage der Abenteuer, 104 Min., WDR/RAI, BRD/Italien 1988.